# Dorpenomloop Rucphen 2020
La Dorpenomloop Rucphen 2020 (nome ufficiale, per ragioni di sponsorizzazione, Rabobank Dorpenomloop Rucphen 2020), quarantatreesima edizione della corsa, valida come evento dell'UCI Europe Tour 2020 categoria 1.2, si è svolta l'8 marzo 2020 su un percorso di 201,4 km, con partenza da Rucphen ed arrivo a Sint Willebrord, nei Paesi Bassi. La vittoria è stata appannaggio dell'olandese David Dekker, che ha completato il percorso in 4h 36' 30" alla media di 43,70 km/h precedendo l'australiano Brenton Jones e il britannico Matthew Bostock.
Dei 161 ciclisti alla partenza hanno tagliato il traguardo in 101.

## Squadre partecipanti
| N.      | Cod. | Squadra                     |
| ------- | ---- | --------------------------- |
| 1-7     | HBA  | Hagens Berman-Axeon         |
| 11-17   | RIW  | Riwal Readynez Cycling Team |
| 21-27   | TIS  | Tarteletto-Isorex           |
| 31-37   | ---  | Willebrord Wil Vooruit      |
| 41-47   | BRT  | Beat Cycling Club           |
| 51-57   | ---  | Lotto-Soudal U23            |
| 61-67   | VWM  | VolkerWessels-Merckx        |
| 71-77   | MET  | Metec-TKH-Mantel            |
| 81-87   | VLA  | Vlasman Cycling Team        |
| 91-97   | DHB  | Canyon Dhb-Soreen           |
| 101-107 | RWC  | Ribble Weldtite Pro Cycling |
| 111-117 | SEG  | SEG Racing Academy          |

| N.      | Cod. | Squadra                        |
| ------- | ---- | ------------------------------ |
| 121-127 | LKH  | Team Lotto-Kern Haus           |
| 131-137 | XSU  | XSpeed United Continental      |
| 141-147 | GBR  | Gran Bretagna                  |
| 151-157 | ---  | WV De Jonge Renner             |
| 161-167 | ---  | Sensa-Kanjers voor Kanjers     |
| 171-177 | ---  | NWVG                           |
| 181-187 | ---  | Wielerploeg Groot Amsterdam    |
| 191-197 | ---  | Team Reggeborgh                |
| 201-207 | ---  | Acrog-Tormans                  |
| 211-217 | ---  | Hsk Trias-Mooi Jong            |
| 221-227 | ---  | WV De IJsselstreek             |
| 231-237 | WBD  | Wallonie-Bruxelles Development |

## Ordine d'arrivo (Top 10)
| Pos. | Corridore          | Squadra         | Tempo    |
| ---- | ------------------ | --------------- | -------- |
| 1    | David Dekker       | SEG             | 4h36'30" |
| 2    | Brenton Jones      | Canyon DHB      | s.t.     |
| 3    | Matthew Bostock    | Canyon DHB      | s.t.     |
| 4    | Maxime De Poorter  | Tarteletto      | s.t.     |
| 5    | Bas Van Der Kooij  | Beat            | s.t.     |
| 6    | Ramon Van Bokhoven | Metec           | s.t.     |
| 7    | Arne Marit         | Lotto U23       | s.t.     |
| 8    | Mario Spengler     | Lotto-Kern Haus | s.t.     |
| 9    | Zak Coleman        | Acrog           | s.t.     |
| 10   | Jordi Meeus        | SEG             | s.t.     |